# Grub (Langquaid)
Grub ist ein Gemeindeteil von Langquaid im niederbayerischen Landkreis Kelheim. 

## Geographie
Das Dorf liegt 1,5 km nordwestlich von Langquaid und 2,5 km östlich der Bundesautobahn 93.

## Geschichte
Die 1818 mit dem bayerischen Gemeindeedikt gegründete Gemeinde Grub bestand aus den Ortsteilen Grub, Kaltenberg und Stocka. Vor 1928 wurde sie nach Schneidhart eingemeindet. Am 1. Januar 1978 wurde die Gemeinde Schneidhart im Zuge der Gemeindegebietsreform nach Langquaid eingegliedert.